# Даумантас, Томас
Томас Даумантас (лит. Tomas Daumantas; 30 августа 1975, Плунге, Литовская ССР) — литовский футболист и тренер, также имеющий бельгийское гражданство. Выступал на позиции полузащитника.

## Биография

### Клубная карьера
Родился в 1975 году в литовском городе Плунге. Занимался футболом в школе клуба «Бабрунгас». В 1992 году перешёл в молодёжную команду «Шальке 04», где провёл около года, а профессиональную карьеру начал в бельгийском клубе «Беверен», в составе которого провёл 9 матчей в чемпионате Бельгии. Затем провёл два сезона в аренде в клубах «Аустрия» и «Вадуц». В 1997 году игрок подписал контракт с клубом «Брюгге», но за основной состав команды в итоге не сыграл. С 1997 по 1999 год получал игровую практику в клубе третьего дивизиона «Ингелмюнстер», а после ухода из «Брюгге» в 2001 году, отыграл два сезона в первом дивизионе Нидерландов за клуб «МВВ Маастрихт». В дальнейшем выступал за клубы низших лиг Германии, нидерландский «Фортуна» (Ситтард) и клубы низших лиг Бельгии. Завершил карьеру в 2012 году. Работает юношеским тренером в «Фортуне» из Ситтарда.

### Карьера в сборной
Единственный вызов в сборную Литвы получил в феврале 2002 года на матчи международного товарищеского турнира, проходившего на Мальте. В рамках турнира принял участие в матчах со сборными Молдавии и Иордании.